# Schlacht an der Newa
Die Schlacht an der Newa (russisch Невская битва) ereignete sich am 15. Juli 1240 am Fluss Newa zwischen der schwedischen Armee unter Birger Jarl und der Druschina der Republik Nowgorod unter Fürst Alexander Jaroslawitsch.
Den Hintergrund der Schlacht bildete die Schwächung der Rus durch den verwüstenden Mongoleneinfall ab 1237 und das daraus entstandene Begehren Schwedens, die strategische Mündung der Newa und die Stadt Alt-Ladoga unter seine Kontrolle zu bringen, die zu den Schlüsselpunkten auf dem Handelsweg „von den Warägern zu den Griechen“ zählten.
Nachdem Alexander vom Vordringen der Schweden erfahren hatte, führte er seine Armee entlang des Wolchow und erreichte Ladoga vor dem Gegner, wo zu seinen Truppen auch Bürger von Ladoga hinzustießen. Währenddessen drangen die Schweden, in deren Reihen auch Norweger und Finnen waren, zur Mündung der Ischora vor.
Die Russen nutzten den Vorteil eines dichten Nebels und griffen das schwedische Lager an. Der Überraschungseffekt war groß und die Schweden erlitten eine schwere Niederlage, woraufhin die Reste der schwedischen Armee die Flucht ergriffen. Die Chroniken berichten darüber, dass Alexander Birger Jarl im Verlauf der Schlacht ein Auge ausstach.
Aufgrund des Sieges in dieser Schlacht, in der Alexander bemerkenswerte Führungsqualitäten und Courage zeigte, erhielt er später den Beinamen Newski (von der Newa). Die Schlacht an der Newa wehrte die schwedische Invasion ab und sicherte die russisch-schwedische Grenze für viele Jahrzehnte.
Weitere Berühmtheit erlangte Alexander in der Schlacht auf dem Peipussee, die sich zwei Jahre später ereignete.
Koordinaten: 59° 48′ 27″ N, 30° 36′ 15″ O